# Elías Revoredo Aguilar
Elías Revoredo Aguilar (1 de octubre de 1925) es un ex-luchador profesional peruano, famoso en los 60 por personificar  a el Indio Comanche en  Titanes en el Ring.

## Biografía
Aguilar nació en Lima, Perú, comenzó su carrera profesional en los años 40. En 1962 llegó a Argentina procedente de Europa, ese mismo año fue contratado por Martín Karadagián para participar de la troupe de Titanes en el Ring, que se transmitía por Canal 9. Estuvo 10 años en la troupe de Karadagián, en 1963 protagonizó al Indio Comanche en la película Las aventuras del Capitán Piluso con Alberto Olmedo, Humberto Ortiz y Martín Karadagián.
En 1997 participó como miembro del jurado en el retorno de Titanes en el Ring a la televisión.